# Басов, Емельян
Емелья́н Софро́нович Басов (1705 — 1765) — сержант нижнекамчатской команды, первый из русских в 1743 году с московским купцом Серебрянниковым проплыл с исследовательско-промышленными целями до острова Беринга, расположенного в группе Командорских островов, открытых Витусом Берингом, зазимовал там и успешно вернулся на Камчатку в 1744 году.

## Биография
В 1733 году был произведён в сержанты и назначен в казачью команду Охотского порта для сбора ясака (пушной подати) на Камчатке.
Вскоре Басова послали в Москву, в Сибирский приказ, сопровождать ясак русскому царю от его подданных-камчадалов. Здесь он решил просить в Сибирском приказе разрешение на дальние морские вояжи для отыскания новых земель и привода в ясак инородцев. В итоге получил разрешение на те вояжи к землям незнаемым.
В Иркутске, согласно казённой бумаге, Емельяну выдали подарки для островитян, ружья и порох для похода. Но новый командир порта Девиер — зять князя Александра Меншикова — запретил строить корабль за счёт государства.
Только осенью 1742 года Басову удалось снова попасть на Камчатку — как конвоиру ссыльного князя Александра Долгорукова. В Большерецком остроге Басов встретился с одним из руководителей Второй Камчатской экспедиции Мартыном Шпанбергом, и тот согласился отпустить Басова с его братом на казённой байдаре из Большерецка на Курильские острова. Но с полпути Шпанберг, не объясняя причин, возвращает Басова назад и отбирает байдару.
В 1742 году на Камчатку возвращаются после тяжёлой зимовки на Командорском острове члены экипажа пакетбота «Святой апостол Пётр». Их рассказы о пушных богатствах острова всколыхнули всю Камчатку. И Басов отправился в Нижнекамчатск и начал действовать.
В 1744—1747 годах с иркутским купцом Трапезниковым совершил новые плавания в этом направлении. По его примеру сибиряки стали всё дальше и дальше выезжать на промыслы и постепенно открыли всю гряду Алеутских островов.

## Память
Именем Басова и его судна «Пётр», на котором он плавал в 1747 году, были названы две губы острова Медный: Басовская и Петровская.
Также в честь Е. С. Басова названы:
- залив Басова (Карское море, Новая Земля, залив открыт А. К. Циволько в 1835 году, им же присвоено название заливу)[1];
- полуостров Басова (Карское море, Новая Земля, название присвоено в 1852 году)[1];
- мыс Басова (Берингово море, Анадырский залив, мыс описан в 1828 году экипажем шлюпа «Сенявин» и назван мысом Кинга по фамилии одного из спутников Д. Кука; позже, в середине 1850-х годов мыс был переименован в честь Е. С. Басова)[1];